# Ковельський процес (1934)
Ковельський процес (1934) — судовий процес над 56 (за іншими даними — 57) комуністами Західної України, зокрема членами КПЗУ та учасниками селянських заворушень на Волині 1932 року.
Процес почався 22 травня 1934 року в окружному суді в Ковелі. Це був другий етап великої справи щодо комуністів Західної України, після т. зв. Луцького процесу. Обвинувачення нараховувало бл. 400 сторінок, планували опитати кількасот свідків.
Усіх підсудних було засуджено до тривалого ув'язнення, зокрема Созонта Букатчука і Ольгу Коцко — до 15 років у в'язниці.